# جوناثان ليتل (ملحن)
جوناثان ليتل (بالإنجليزية: Jonathan Little)‏ هو ملحن أسترالي، ولد في 1965 في ملبورن في أستراليا.

## وصلات خارجية
- جوناثان ليتل على موقع ميوزك برينز (الإنجليزية)